# Браянт (Вашингтон)
Браянт (англ. Bryant) — переписна місцевість (CDP) в США, в окрузі Сногоміш штату Вашингтон. Населення — 2128 осіб (2020).

## Географія
Браянт розташований за координатами 48°14′54″ пн. ш. 122°10′28″ зх. д. / 48.24833° пн. ш. 122.17444° зх. д. (48.248420, -122.174430).  За даними Бюро перепису населення США в 2010 році переписна місцевість мала площу 15,99 км², з яких 15,91 км² — суходіл та 0,09 км² — водойми.

## Демографія
Згідно з переписом 2010 року, у переписній місцевості мешкало 1870 осіб у 645 домогосподарствах у складі 520 родин. Густота населення становила 117 осіб/км².  Було 677 помешкань (42/км²).
Расовий склад населення:
| - 94,4 % — білих - 1,8 % — корінних американців - 0,9 % — азіатів - 0,2 % — чорних або афроамериканців - 0,1 % — вихідців з тихоокеанських островів - 1,4 % — осіб інших рас |

До двох чи більше рас належало 1,2 %. Частка іспаномовних становила 2,8 % від усіх жителів.
За віковим діапазоном населення розподілялося таким чином: 24,6 % — особи молодші 18 років, 64,3 % — особи у віці 18—64 років, 11,1 % — особи у віці 65 років та старші. Медіана віку мешканця становила 41,8 року. На 100 осіб жіночої статі у переписній місцевості припадало 107,1 чоловіків;  на 100 жінок у віці від 18 років та старших — 102,6 чоловіків також старших 18 років.
Середній дохід на одне домашнє господарство  становив 91 179 доларів США (медіана — 88 590), а середній дохід на одну сім'ю — 100 585 доларів (медіана — 90 602). За межею бідності перебувало 4,2 % осіб, у тому числі 0,0 % дітей у віці до 18 років та 0,0 % осіб у віці 65 років та старших.
Цивільне працевлаштоване населення становило 808 осіб. Основні галузі зайнятості: роздрібна торгівля — 16,8 %, виробництво — 15,1 %, транспорт — 14,9 %.